# Steven Wood
Stephen Michael „Steve” Wood (ur. 17 marca 1961, zm. 23 listopada 1995 w Brisbane) – australijski kajakarz, brązowy medalista olimpijski z Barcelony.
Brał udział w dwóch igrzyskach olimpijskich (IO 88, IO 92). W 1992 po medal sięgnął w czwórce na dystansie 1000 metrów. Wspólnie z nim płynęli Ramon Andersson, Ian Rowling i Kelvin Graham. Zdobył dwa medale mistrzostw świata, srebro w czwórce na dystansie 10 000 metrów w 1991 oraz brąz w dwójce na 1000 metrów w 1986.
Jego żona Anna Wood także była kajakarką i medalistką olimpijską.